# Morti nel 1665
| Questa pagina contiene informazioni ricavate automaticamente dalle voci biografiche con l'ausilio del template Bio e di un bot. L'aggiornamento è periodico e automatico e ricostruisce completamente la pagina. Se manca una persona in questa lista, sei pregato di non aggiungerla, ma accertati piuttosto che la sua voce biografica contenga il template Bio e che i dati anagrafici siano correttamente compilati. Se il template Bio manca, inseriscilo tu stesso o, in alternativa, metti l'avviso {{tmp\|Bio}} che ne segnala la mancanza. Se i dati riportati sono sbagliati, correggi direttamente la voce biografica; le modifiche saranno visibili in questa lista entro pochi giorni. Per chiarimenti vedi il progetto biografie. La lista contiene solo le 83 persone che sono citate nell'enciclopedia e per le quali è stato implementato correttamente il template Bio. Pagina aggiornata al 2 giu 2025. |

## Gennaio(8)
- 11 gennaio - Louise de La Fayette, francese (n. 1618)
- 12 gennaio - Pierre de Fermat, matematico francese (n. 1601)
- 20 gennaio - Famiano Michelini, matematico e scienziato italiano (n. 1604)
- 21 gennaio - Baccio Aldobrandini, cardinale italiano (n. 1613)
- 21 gennaio - Domenico Mazzocchi, compositore italiano (n. 1592)
- 24 gennaio - Carel van Savoyen, pittore, incisore e editore fiammingo
- 30 gennaio - Francesco Rondinelli, letterato e bibliotecario italiano (n. 1589)
- 31 gennaio - Johannes Clauberg, teologo e filosofo tedesco (n. 1622)

## Febbraio(5)
- 10 febbraio - Antonio Travi, pittore italiano (n. 1608)
- 12 febbraio - Wolfgang Ebner, compositore e organista tedesco (n. 1612)
- 19 febbraio - Johann Ferdinand von Porcia, nobile e politico austriaco (n. 1605)
- 20 febbraio - Michel Dorigny, pittore e incisore francese (n. 1616)
- 28 febbraio - Luigi di Nassau-Beverweerd, militare olandese (n. 1602)

## Marzo(2)
- 7 marzo - Guillaume Bautru, politico e diplomatico francese (n. 1588)
- 15 marzo - Cristiano Luigi di Brunswick-Lüneburg, duca tedesco (n. 1622)

## Aprile(4)
- 6 aprile - Niccolò Gonzaga, nobile e ambasciatore italiano (n. 1608)
- 7 aprile - Cornelis van Dalen I, incisore, disegnatore e pittore olandese (n. 1602)
- 13 aprile - Guglielmo Luigi di Anhalt-Köthen, principe (n. 1638)
- 14 aprile - Lorenzo Lippi, pittore, poeta e scrittore italiano (n. 1606)

## Maggio(4)
- 14 maggio - Giangirolamo II Acquaviva d'Aragona, politico e militare italiano (n. 1600)
- 24 maggio - Marie de La Tour d'Auvergne, duchessa francese (n. 1601)
- 24 maggio - María di Ágreda, religiosa e mistica spagnola (n. 1602)
- 31 maggio - Pieter Jansz Saenredam, pittore olandese (n. 1597)

## Giugno(8)
- 1º giugno - Johannes Rechsteiner, politico svizzero (n. 1618)
- 6 giugno - Giorgio Cristiano della Frisia orientale, principe (n. 1634)
- 8 giugno - Luigi Mattei, generale, nobile e diplomatico italiano (n. 1609)
- 11 giugno - Kenelm Digby, filosofo, diplomatico e corsaro britannico (n. 1603)
- 13 giugno - Auke Stellingwerf, ammiraglio olandese (n. 1635)
- 15 giugno - Lazzaro Carafino, vescovo cattolico italiano (n. 1590)
- 17 giugno - Maria Elisabetta di Holstein-Gottorp, nobile tedesca (n. 1634)
- 25 giugno - Sigismondo Francesco d'Austria, vescovo cattolico austriaco (n. 1630)

## Luglio(3)
- 3 luglio - Francesco Costanzo Catanio, pittore italiano (n. 1602)
- 10 luglio - Jacob Hustaert, politico olandese (n. 1619)
- 27 luglio - Francesco Cairo, pittore italiano (n. 1607)

## Agosto(2)
- 14 agosto - Carlo II di Gonzaga-Nevers, nobile italiano (n. 1629)
- 28 agosto - Elisabetta Sirani, pittrice italiana (n. 1638)

## Settembre(5)
- 4 settembre - Angelo Mausoni, vescovo cattolico italiano
- 12 settembre - Jean Bolland, gesuita e storico belga (n. 1596)
- 17 settembre - Filippo IV di Spagna, re (n. 1605)
- 17 settembre - Baltasar Moscoso y Sandoval, cardinale e arcivescovo cattolico spagnolo (n. 1589)
- 25 settembre - Maria Anna d'Asburgo (n. 1610)

## Ottobre(3)
- 22 ottobre - Cesare di Borbone-Vendôme, nobile francese (n. 1594)
- 25 ottobre - Vettor Grimani Calergi, nobiluomo e criminale italiano (n. 1610)
- 29 ottobre - António I del Congo (n. 1617)

## Novembre(6)
- 2 novembre - Paolo Brizio, vescovo cattolico e storico italiano (n. 1597)
- 17 novembre - John Earle, vescovo anglicano inglese (n. 1601)
- 19 novembre - Nicolas Poussin, pittore francese (n. 1594)
- 20 novembre - Giulio Enrico di Sassonia-Lauenburg, duca (n. 1586)
- 24 novembre - Simon Le Moyne, gesuita francese (n. 1604)
- 25 novembre - Giuliano Cesarini, nobile italiano (n. 1618)

## Dicembre(5)
- 2 dicembre - Maria Angela Astorch, religiosa spagnola (n. 1592)
- 2 dicembre - Catherine de Vivonne de Rambouillet, nobile francese (n. 1588)
- 10 dicembre - Tarquinio Merula, compositore e organista italiano (n. 1595)
- 19 dicembre - Gerard Pietersz van Zijl, pittore e disegnatore olandese (n. 1607)
- 30 dicembre - Paweł Jan Sapieha, nobile e politico polacco (n. 1609)

## Senza giorno specificato(28)
- Bonaventura da Fasano, religioso italiano
- Boynuyaralı Mehmed Pascià, militare ottomano
- Cornelius Burges, presbitero inglese (n. 1589)
- Andreas Cellarius, cartografo tedesco
- Francis Cheynell, religioso e scrittore inglese (n. 1608)
- Giorgio Clerici, mercante, banchiere e nobile italiano (n. 1575)
- John Clotworthy, I visconte di Massereene, politico irlandese
- Abramo Ecchellense, letterato libanese (n. 1605)
- Albert Eckhout, pittore olandese (n. 1610)
- Ireneo Filalete, alchimista britannico (n. 1628)
- Giovanni Maria Galli da Bibbiena, pittore italiano (n. 1625)
- Onofrio Giliberto, scrittore, drammaturgo e romanziere italiano (n. 1616)
- Gürcü Mehmed Pascià II, politico ottomano
- Hong Chengchou, politico e militare cinese (n. 1593)
- Friedrich van Hulsen, incisore olandese (n. 1580)
- Elizabeth Key Grinstead, statunitense (n. 1630)
- Niccolò Menghini, scultore italiano (n. 1610)
- André Mollet, architetto del paesaggio francese
- Carlo Morelli, ingegnere e militare svizzero
- Costanzo de Peris, pittore e disegnatore italiano (n. 1600)
- Astolfo Petrazzi, pittore italiano (n. 1583)
- Diego Polo, pittore spagnolo
- Jean Puget de la Serre, scrittore, drammaturgo e storico francese (n. 1594)
- Paolo Vincenzo Roero, vescovo cattolico italiano
- Alessandro Spinola, doge (n. 1589)
- Henry Sutton, britannico (n. 1637)
- António da Encarnação, teologo portoghese (n. 1595)
- Balthasar de Monconys, esploratore, diplomatico e magistrato francese (n. 1611)